# Triton (mitologija)
Triton (grško Τρίτων, Tritôn) je bog morja, Pozejdonov in Amfitritin sin. Na slikah se predstavlja kot bradati mož z ribjim repom (moška različicaSirene). Prav tako so ga poznali v rimski mitologiji. 

## Značilnosti
Triton je predstavljan kot človek z ribjim repom. Kot njegov oče, nosi trizob. Prikazan je tudi s školjko v katero piha kot v trobilo da bi vzburkal valove. Njen zvok je bil strašen, kot rjovenje divjih zveri.

## Mitologija
Heziod v svoji Teogoniji govori da je Triton s svojimi starši živel v zlati palači v morskih globinah.
Včasih je bil dobrohoten, na primer, pomagal je Argonavtom ko so z ladjo nasedli v plitvini Tritonskega jezera. 
Bil pa je tudi okruten. Vergilij v svoji Eneidi piše, da je zadušil Mizena, Enejevega trubadurja, ki je izzval Tritona na tekmovanje v igranju na trobilo. V drugi verziji ga je Triton vrgel v morje zaradi nečimrnosti.
O njem piše tudi Ovid (Dvkalion in Pira) in sicer slikovito opisuje Tritona, ki piha v školjko, da bi ukazal morju naj se umakne.